# Rundu Rurale Ovest
Il distretto elettorale di Rundu Rurale Ovest è un distretto elettorale della Namibia situato nella Regione di Kavango con 38.281 abitanti al censimento del 2011. Il capoluogo è la città di Rundu.
Comprende la zona occidentale circostante la città. Le maggiori località sono Kaisosi, Sauyemwa e Ndama.